# Cladoselachiformes
Los cladoselaciformes (Cladoselachiformes) son un orden extinto de peces cartilaginosos, uno de los más primitivo que se conocen. Incluye una sola familia, un solo género y ocho especies. Se caracterizaban por tener dos aletas dorsales provistas de una espina.

## Taxonomía
Dentro del orden cladoselaciformes se han incluido varios géneros, la mayoría de posición incierta:
- ?Cladodoides Maisey, 2001.
- ?Cladodus Agassiz, 1843.
- ?Cladolepis Wells, 1944.
- Cladoselache Dean, 1894.
- ?Deirolepis Wells, 1944.
- Iberolepis Mader, 1986.
- Lunalepis Mader, 1986.
- Maghriboselache Klug, Coates, Frey, Greif, Jobbins, Pohle, Lagnaoui, Haouz & Ginter, 2023.
- ?Ohiolepis Wells, 1944.
- ?Pristicladodus M'Coy, 1848.